# بوبر گردن‌زرد
بوبر گردن‌زرد (نام علمی: Chlorocichla falkensteini) نام یک گونه از سرده بوبرهای رنگین است.